# Сулмона
Сулмона (итал. Sulmona) град је у средишњој Италији. То је трећи по величини град округа Л'Аквила у оквиру италијанске покрајине Абруцо.

## Природне одлике
Град Сулмона налази се у средишњем делу Италије, на 150 км источно од Рима. Град је смештен у области средњих Апенина, у долини Пелиња, на надморској висини од 400 м. Положај града је на стратешки важном путу између Рима и Јадрана.

## Географија
| Клима (Сулмона)          | Клима (Сулмона) | Клима (Сулмона) | Клима (Сулмона) | Клима (Сулмона) | Клима (Сулмона) | Клима (Сулмона) | Клима (Сулмона) | Клима (Сулмона) | Клима (Сулмона) | Клима (Сулмона) | Клима (Сулмона) | Клима (Сулмона) | Клима (Сулмона) |
| Показатељ \ Месец        | .Јан.           | .Феб.           | .Мар.           | .Апр.           | .Мај.           | .Јун.           | .Јул.           | .Авг.           | .Сеп.           | .Окт.           | .Нов.           | .Дец.           | .Год.           |
| ------------------------ | --------------- | --------------- | --------------- | --------------- | --------------- | --------------- | --------------- | --------------- | --------------- | --------------- | --------------- | --------------- | --------------- |
| Средњи максимум, °C (°F) | 7,9 (46,2)      | 10,3 (50,5)     | 14,1 (57,4)     | 18,7 (65,7)     | 23,5 (74,3)     | 28,4 (83,1)     | 31,5 (88,7)     | 31,7 (89,1)     | 26,5 (79,7)     | 19,6 (67,3)     | 13,9 (57)       | 9,7 (49,5)      | 31,7 (89,1)     |
| Средњи минимум, °C (°F)  | −0,1 (31,8)     | 0,6 (33,1)      | 3,3 (37,9)      | 6,6 (43,9)      | 10,2 (50,4)     | 13,9 (57)       | 15,5 (59,9)     | 15,5 (59,9)     | 13,0 (55,4)     | 8,7 (47,7)      | 5,4 (41,7)      | 1,8 (35,2)      | −0,1 (31,8)     |
| [ тражи се извор ]       |                 |                 |                 |                 |                 |                 |                 |                 |                 |                 |                 |                 |                 |

## Становништво
Према резултатима пописа становништва 2011. у општини је живело 24.275 становника.
| 1931.  | 1936.  | 1951.  | 1961.  | 1971.  | 1981.  | 1991.  | 2001.  | 2011.  |
| ------ | ------ | ------ | ------ | ------ | ------ | ------ | ------ | ------ |
| 21.060 | 21.289 | 22.805 | 21.405 | 20.629 | 23.736 | 25.454 | 25.304 | 24.275 |

Сулмона данас има око 25.000 становника, махом Италијана. Последњих деценија број становника у граду стагнира.

## Партнерски градови
- Констанца
- Хамилтон
- Бургхаузен
- Закинтос

## Галерија
- Трг Гарибалди
- Славље у Сулмони за Васкрс
- Трг 20. септембра
- Средњовековни аквадукт